# Karl Martell Wild
Karl Martell Wild (* 6. September 1882 in Altenburg (Kreis Tübingen); † 20. November 1952 in Stuttgart) war ein deutscher Ingenieurwissenschaftler.
Er studierte an der Technischen Hochschule in Stuttgart Elektrotechnik. Nach einer kurzzeitigen Beschäftigung in den Siemens-Schuckert-Werken begann er 1909 bei Bosch, wo er bald als Werkstattleiter zur amerikanischen Schwestergesellschaft Bosch Magneto Company gesandt wurde und zum Direktor der beiden Bosch-Fabriken in Springfield (Massachusetts) und Plainfield (New Jersey) aufstieg.
Als er nach dem Ersten Weltkrieg nach Deutschland zurückgekehrt war, wurde er technischer Direktor der Bosch-Metallwerke-AG in Feuerbach bei Stuttgart und 1923 als Nachfolger von Gottlob Honold zum technischen Hauptleiter in das Direktorium der Firma Bosch berufen. Er lenkte die Forschungs- und Konstruktionsarbeiten und betriebsorganisatorische Maßnahmen. Mitte der zwanziger Jahre war er zusammen mit dem Leiter der Feuerbacher Fabrik, Ernst Durst, maßgeblich an der Rationalisierung der Produktion, vor allem auch durch die Einführung der Fließbandarbeit, beteiligt. 1925 stellte er Walter Lippart ein. Nach der Vernichtung des Werks am Ende des Zweiten Weltkriegs schied er aus der Geschäftsführung aus. Er fand eine neue Aufgabe im Aufsichtsrat des Unternehmens und im Testamentsvollstreckergremium von Robert Bosch.